# Озерянська сільська громада (Чернігівська область)
Озерянська сільська об'єднана територіальна громада — колишня об'єднана територіальна громада в Україні, у Варвинському районі Чернігівської області. Адміністративний центр — село Озеряни.
Утворена 4 квітня 2018 року шляхом об'єднання Брагинцівської, Кухарської, Мармизівської та Озерянської сільських рад Варвинського району.
2020 року увійшла до складу Варвинської селищної громади.

## Населені пункти
До складу громади входили 9 сіл: Берізка, Боханів, Брагинці, Кухарка, Макушиха, Мармизівка, Озеряни, Тонка та Хортиця.